# 統合軍
統合軍（とうごうぐん）とは、陸軍・海軍・空軍の各軍種を統合した軍隊の全部または一部。

## 概要
近代に入り、各軍種の専門化・高度化が進んだ。しかしながら、大規模作戦や総力戦においては、軍種を超えて統合指揮を行う必要が出てきた。アメリカ軍においては、効率的な統合指揮の考えより統合軍(Unified Combatant Command)が編成されている。アメリカ軍における統合軍は地域別や機能別に編成され、軍種を超えて単一司令部が作戦指揮をとる。
また、軍種間の競合が効率的な軍の編制を妨げていると判断された場合や軍縮により軍の規模を小型化し、より効率性を求めた場合にも三軍などを統合し、国軍としての統合軍が編成される場合もある。例えばカナダ軍は1968年から統合軍編制としている。ベルギー軍も2002年に統合軍編制となった。

## 世界の統合軍
軍種とは別に統合指揮される部隊
- 日本 - 統合任務部隊 (自衛隊)
- フィリピン - フィリピン軍（地域別統合コマンド）
- アメリカ合衆国 - 統合軍 (アメリカ軍)

国軍の効率化のための軍種を統合した軍隊
- カナダ - カナダ軍
- ベルギー - ベルギー軍